# Amblyteles armatorius
Amblyteles armatorius is een insect dat behoort tot de orde vliesvleugeligen (Hymenoptera) en de familie van de gewone sluipwespen (Ichneumonidae). De insecten zijn vaak te vinden aan de randen van bossen, open plekken en heggen.

## Kenmerken
Amblyteles armatorius kan een lengte van 12 tot 16 mm bereiken, exclusief antennes, die ongeveer 9 mm lang worden. De kop en thorax (borststuk) van deze grote wesp zijn zwart, behalve het gele schildje. De buik is geel en meer ovaal bij de vrouwtjes, met brede zwarte banden. Poten zijn geel, behalve de achterpoten, die zijn zwart en geel. Deze soort heeft geen angel, dus de karakteristieke markeringen van veel scherpzinnige wespen vertegenwoordigen een beschermende mimiek. Het vrouwtje heeft een zeer korte legboor die niet uit de buik steekt.

## Levenswijze
Volwassenen zijn in de zomer meestal te vinden op bloemen, vooral Apiaceae-soorten (zoals de berenklauw en de engelwortel), waar ze zich voeden met nectar en stuifmeel. De volwassenen overwinteren. De vrouwtjes van deze sluipwesp leggen hun eitjes in de rupsen van motten. Wanneer ze uitkomen, voeden de larven zich met hun gastheren, voornamelijk Noctuidae en Notodontidae, maar ook enkele Geometridae, Erebidae, Saturniidae en Lasiocampidae (Calliteara pudibunda, Odontopera bidentata, Macrothylacia rubi en Saturnia pavonia).
De paring vindt waarschijnlijk plaats direct na het uitkomen in de vroege zomer. De sluipwespen Amblyteles worden zowel in mei tot juli als in de late zomer en herfst waargenomen, maar het gaat niet om twee generaties. In de tussenliggende tijd houden de vrouwelijke wespen "rust". Vrouwtjes zijn vooral te vinden in gebouwen op heuveltoppen en in grotten. De vrouwtjes hebben waarschijnlijk zomerrust nodig voor het rijpen van de eieren. Na de zomervakantie gaan de sluipwespen op zoek naar de rupsen van o.a. de huismoeder (Noctua pronuba) en leggen daar hun eitjes in. Opmerkelijk is dat de gastheren ook een zomervakantie hebben. In het volgende jaar, in de vroege zomer, komen daar de imagines van de sluipwespen uit.

## Voorkomen
De gele sluipwesp komt voor in het westelijke Palearctisch gebied (grote delen van Europa, Noord-Afrika) en in het Oosten (Midden-Oosten). 

## Taxonomie
De wetenschappelijke naam van de soort werd voor het eerst geldig gepubliceerd als Ichneumon armatorius door Forster in 1771.